# آی کارلی (مجموعه تلویزیونی ۲۰۲۱)
آی‌کارلی ( به انگلیسی: iCarly) یک سریال کمدی آمریکایی است که بازسازی سریالی به همین نام از شبکه نیکلودئون در سال ۲۰۰۷ است. میراندا کازگرو ، جری ترینور ، ناتان کرس ، لاسی مازلی و جایدین تریپلت در این سریال ایفای نقش می‌کنند که کازگرو، ترینور و کرس نقش‌های خود را از سریال اصلی تکرار می‌کنند. این فیلم در ۱۷ ژوئن ۲۰۲۱ در پارامونت پلاس به نمایش درآمد و با واکنش‌های مثبتی روبرو شد. فصل دوم در ۸ آوریل ۲۰۲۲ و فصل سوم در ۱ ژوئن ۲۰۲۳ پخش شد.

## داستان
هشت سال و نیم پس از پایان فصل قبلی ، کارلی شی به سیاتل بازگشته است. برادر بزرگتر کارلی، اسپنسر، پس از خلق تصادفی یک مجسمه مشهور، به یک هنرمند ثروتمند تبدیل شده است. فردی بنسون پس از دو طلاق و یک استارت‌آپ فناوری شکست‌خورده، به همراه دخترخوانده‌ی ۱۱ ساله‌ی خود، میلیسنت، به خانه‌ی مادرش بازگشته است. تمام شخصیت‌های اصلی در بوشول پلازا، آپارتمانی که داستان اصلی سریال در آن اتفاق می‌افتاد، زندگی می‌کنند. وقتی کارلی تصمیم می‌گیرد نمایش اینترنتی «آی‌کارلی» خود را دوباره راه‌اندازی کند ... 